# Eduardo Torroja y Caballé
Eduardo Torroja y Caballé (Tarragona, 1 de fevereiro de 1847 — Madri, 21 de fevereiro de 1918), algumas vezes denominado Eduardo Torroja Caballé, foi um matemático espanhol.
Filho de Juan Caballé, catedrático de geografía e história. Sua mãe foi Josefa Caballé. Pai do engenheiro Eduardo Torroja.

## Obras
- 1888 - Programa y resumen de las lecciones de Geometría descriptiva.
- 1893 - Reseña de los medios empleados por la Geometría pura actual para alcanzar el grado de generalización y de simplificación que la distingue de la antigua. Discursos leídos ante la Real Academia de Ciencias Exactas, Físicas y Naturales el día 29 de junio de 1893. Madrid, Imprenta de Luis Aguado.
- 1894 - Curvatura de las líneas en sus puntos del infinito. El Progreso Matemático, serie 1ª, tomo IV, 1894, 177-181.
- 1899 - Tratado de Geometría de la Posición y sus aplicaciones a la teoría de la medida. Madrid, G. Juste.
- 1904 - Teoría geométrica de las líneas alabeadas y las superficies desarrollables. Madrid, Imprenta Fortanet.
- 1909 - Discursos leídos ante la Real Academia de Ciencias Exacta, Físicas y Naturales en la recepción pública del Sr. D. Miguel Vegas el día 13 de junio de 1909. Madrid, Real Academia de Ciencias Exactas, Físicas y Naturales, Establecimiento Tipográfico y Editorial, 49-71.